# Stanisław Szymański (tancerz)
Stanisław Szymański (ur. 17 czerwca 1930 w Krakowie, zm. 10 lutego 1999 w Warszawie) – polski tancerz baletowy. W latach 1967–1985 pierwszy tancerz Teatru Wielkiego w Warszawie.

## Życiorys
Był wychowankiem Szkoły Tańca Artystycznego Janiny Jarzynówny-Sobczak w Krakowie, gdzie uczył się także u Leona Wójcikowskiego. I to właśnie Wójcikowski sprowadził go w końcu do Warszawy, gdzie w latach 1948–1950 występował w zespole muzycznego Teatru Nowego. W sezonie 1950/51 był solistą baletu w Operze Poznańskiej, gdzie także pracował pod kierownictwem Leona Wójcikowskiego. Po wcieleniu do wojska w 1951 roku występował w Zespole Pieśni i Tańca Domu Wojska Polskiego w Warszawie. Od 1956 był solistą baletu Państwowej Opery Warszawskiej, a od 1965 baletu Teatru Wielkiego w Warszawie, gdzie w latach 1967–1985 nosił tytuł pierwszego tancerza.

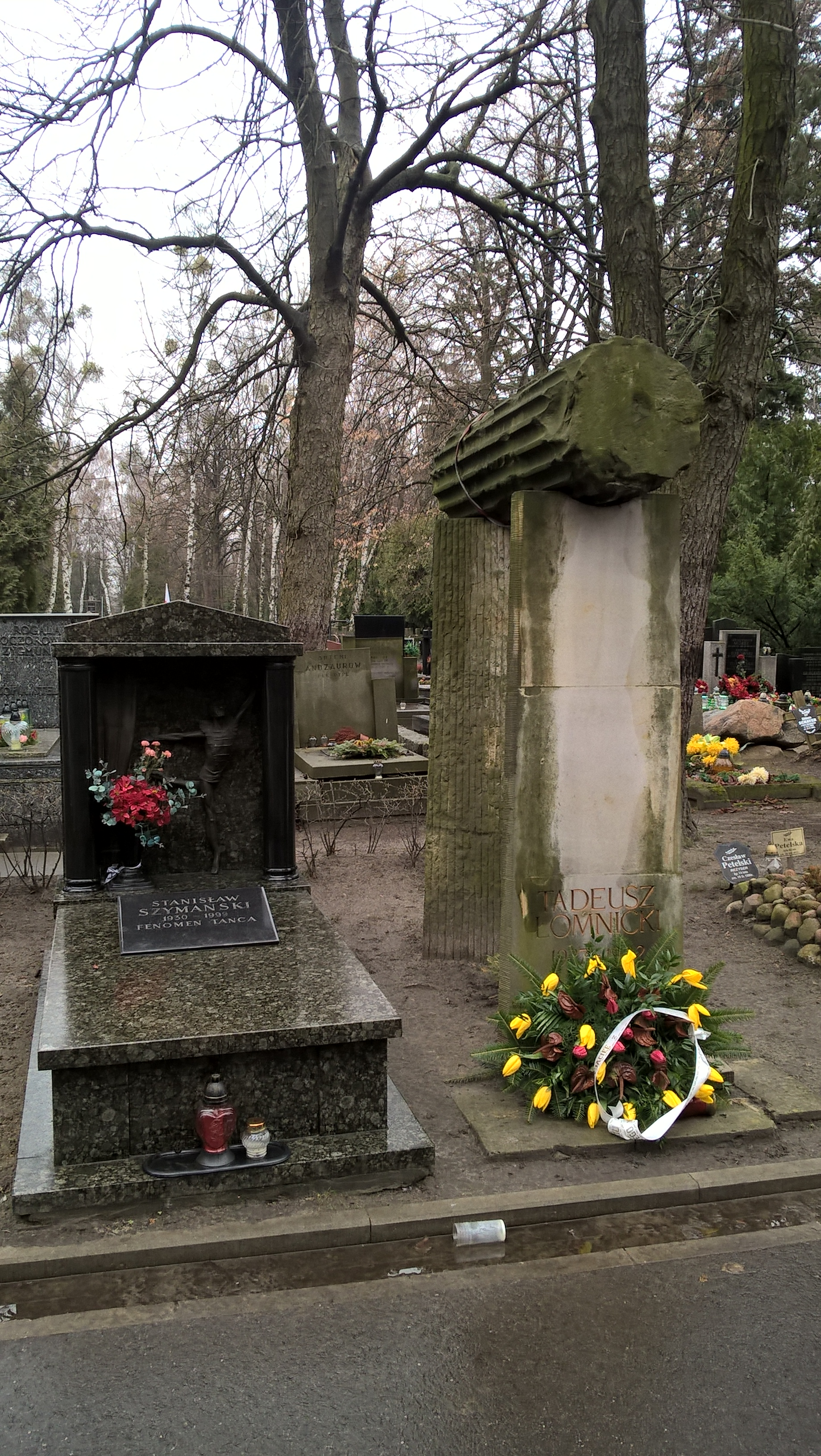
Grób Stanisława Szymańskiego (po lewej), Cmentarz Wojskowy na Powązkach

W 1963 roku podczas festiwalu Warszawska Jesień otrzymał nagrodę krytyków muzycznych SPAM „Orfeusz” za wykonanie partii Orfeusza w balecie Igora Strawińskiego. Jako jedyny Polak został uhonorowany w Paryżu Nagrodą im. Wacława Niżyńskiego. Partnerował m.in. Barbarze Bittnerównie, Oldze Sawickiej, Marii Krzyszkowskiej, Barbarze Olkusznik i Helenie Strzelbickiej. Zasłynął jednak przede wszystkim w demiklasycznych tańcach solowych, w których demonstrował swobodę techniczną, zawrotne piruety, wysokość i lekkość skoku. Publiczność prawie zawsze przyjmowała entuzjastycznie jego każde wyjście na scenę. Wiele jego występów (zwłaszcza w baletach współczesnych Witolda Grucy) zostało utrwalonych na filmach. Po raz ostatni wystąpił w roku 1994 w Teatrze Studio, w roli aktorskiej spektaklu Jerzego Grzegorzewskiego: Cztery komedie równoległe.
Jako jeden z niewielu artystów swoich czasów nie krył swojej homoseksualności i zdobył pozycję ikony środowisk LGBT. Został pochowany w Alei Zasłużonych Cmentarza Powązkowskiego w Warszawie (kwatera A30-tuje-15).

## Najważniejsze role[5]

### Opera Poznańska
- 1950: Kawaler – Pory roku, choreografia Leon Wójcikowski
- 1950: Solista – Suita hiszpańska, choreografia Leon Wójcikowski
- 1950: Sędzia – Dyl Sowizdrzał, choreografia Leon Wójcikowski

### Państwowa Opera Warszawska
- 1956: Faun – Noc Walpurgii, choreografia Stanisław Miszczyk
- 1957: Ptak – Pan Twardowski, choreografia Stanisław Miszczyk
- 1957: Rudowłosy – Jezioro łabędzie, choreografia Stanisław Miszczyk
- 1957: Merkucjo – Romeo i Julia, choreografia Jerzy Gogół
- 1958: Pietruszka – Pietruszka, choreografia Michaił Fokin / Leon Wójcikowski
- 1958: Mazepa – Mazepa, choreografia Stanisław Miszczyk
- 1960: Grand pas – Jezioro łabędzie, choreografia Marius Petipa / Konstantin Siergiejew
- 1961: Taniec cygański – Kamienny kwiat, choreografia Aleksandr Tomski
- 1962: Franek – Wierchy, choreografia Eugeniusz Papliński
- 1962: Corregidor – Trójkątny kapelusz, choreografia Françoise Adret
- 1962: Perlimplin – Czerwony płaszcz, choreografia Françoise Adret
- 1963: Orfeusz – Orfeusz, choreografia Alfred Rodrigues
- 1964: Taniec cygański – Don Kichot, choreografia Aleksiej Cziczinadze
- 1964: Bibułek – Oczekiwanie, choreografia Witold Gruca
- 1964: Solista – Ad hominem, choreografia Witold Gruca

### Teatr Wielki w Warszawie
- 1965: Diabeł – Pan Twardowski, choreografia Stanisław Miszczyk
- 1966: Taniec hiszpański – Jezioro łabędzie, choreografia Raissa Kuzniecowa
- 1966: Arlekin – Mandragora, choreografia Witold Gruca
- 1966: Pas de deux – Nokturn i Tarantela, choreografia Witold Gruca
- 1968: On-Lis – Voci, choreografia Witold Gruca
- 1968: Hilarion – Giselle, choreografia Aleksiej Cziczinadze
- 1968: Giovanni – Francesca da Rimini, choreografia Aleksiej Cziczinadze
- 1968: Taniec z czinelami – Spartakus, choreografia Jewgienij Czanga
- 1969: Książę – Kopciuszek, choreografia Aleksiej Cziczinadze
- 1970: Romeo – Romeo i Julia, choreografia Aleksiej Cziczinadze
- 1971: Muzyk – Symfonia fantastyczna, choreografia Witold Borkowski
- 1971: Główny solista – Polymorphia, choreografia Jerzy Makarowski
- 1972: Mandaryn – Cudowny mandaryn, choreografia Joseph Lazzini
- 1972: Główny solista – La Valse, choreografia Joseph Lazzini
- 1972: Diabeł – Pan Twardowski, choreografia Witold Gruca
- 1973: Pietruszka – Pietruszka, choreografia Michaił Fokin / Leon Wójcikowski
- 1973: Rotbart – Jezioro łabędzie, choreografia Boris Chaliułow wg Mariusa Petipy i Lwa Iwanowa
- 1974: Czardasz – Coppélia, choreografia Assaf Messerer
- 1975: Solista – Capriccio, choreografia Marta Bochenek
- 1975: Pierrot – Karnawał, choreografia Witold Gruca
- 1979: Pan N. – Maskarada, choreografia Witold Gruca i Zofia Rudnicka

## Ordery i odznaczenia
- Krzyż Oficerski Orderu Odrodzenia Polski (1971)
- Złoty Krzyż Zasługi (1954)
- Medal 10-lecia Polski Ludowej (19 stycznia 1955)[6]

## Nagrody i odznaczenia[5]
- 1959: Prix Nijinski (Nagroda im. Wacława Niżyńskiego) w Paryżu
- 1963: Nagroda Krytyki Muzycznej „Orfeusz” za rolę Orfeusza w balecie Igora Strawińskiego
- 1967: Nagroda Ministra Kultury i Sztuki II stopnia
- 1974: Nagroda Państwowa II stopnia[7]